# 旧布科
旧布科（德語：Alt Bukow，發音：[altˈbukoː]）是德国梅克伦堡-前波美拉尼亚州罗斯托克县的市镇，与新布科相邻，面积15.28平方千米，2023年12月31日人口为516人。